# Liane Gransch
Liane Gransch (Dordrecht, 12 april 1975) was een tallentvolle Nederlandse ritmisch gymnaste. Tussen 1984 en 1992 maakte zij deel uit van Jong Oranje en de nationale selectie. Zij is getraind door Anneke Donkers en de Bulgaarse trainsters Julia Trachlieva en Despa Katlieva, later door Veneta Michailova en balletchoreograaf Ludmil Kotsev.
Vanaf 1988 nam Gransch deel aan internationale wedstrijden, in totaal heeft zij aan meer dan 40 internationale toernooien deelgenomen. Bij de Wereldkampioenschappen ritmische gymnastiek 1989 in Sarajevo was zij de jongste deelnemer.
Tijdens de Wereldkampioenschappen ritmische gymnastiek 1991 in Athene heeft zij als eerste Nederlandse ritmisch gymnaste een Olympisch startbewijs gehaald. Tijdens de voorbereidingen van dit WK heeft zij via het Leo van der Karfonds deelgenomen aan een trainingskamp in het Italiaanse Arrezzo onder begeleiding van de trainster van de Italiaanse Nationale selectie, samen met de Italiaanse Nationale selectie.
Ook heeft zij met haar teamgenoten meerdere keren deelgenomen aan diverse televisieprogramma's zowel landelijk als regionaal zoals: "Wedden dat!", "Geef Nooit op!"en het Jeugdjournaal.
Vanwege gezondheidsklachten door het vele diëten en blessures gaf zij in januari 1992 te kennen te stoppen bij de nationale selectie. Hierdoor kon ze ook niet naar de Olympische Spelen. Via het NOC-NSF, aanbiedingen van diverse sponsoren en medewerking van latere staatssecretaris Khee Liang Phoa is nog getracht om Gransch alsnog naar de Olympische Spelen van Barcelona te laten gaan, maar vanwege gebrek aan trainingsuren, het trauma van het vele diëten en de opgelopen blessures, besloot zij in mei 1992 om definitief te stoppen met de sport bij GV Blijdorp Rotterdam (voorheen KVR Rotterdam).